# Leptogenys hackeri
Leptogenys hackeri é uma espécie de formiga do gênero Leptogenys, pertencente à subfamília Ponerinae.